# Bakan (distrito)
Bakan es uno de los seis distritos que forman la provincia camboyana de Pursat, con una población estimada en marzo de 2008 de 124 289 habitantes. Está dividido en las siguientes  comunas (khum), que se muestran asimismo con población estimada de 2008:
- Boeng Bat Kandaol 10,344
- Boeng Khnar 11,870
- Khnar Totueng 7,439
- Me Tuek 12,916
- Ou Ta Paong 15,349
- Rumlech 7,509
- Snam Preah 15,297
- Svay Doun Kaev 6,010
- Ta Lou 20,728
- Trapeang Chong 17,367[1]